# Isochariesthes ciferrii
Isochariesthes ciferrii är en skalbaggsart som först beskrevs av Stefan von Breuning 1940.  Isochariesthes ciferrii ingår i släktet Isochariesthes och familjen långhorningar. Inga underarter finns listade i Catalogue of Life.